# Gangliosidosis
Las gangliosidosis son un conjunto de enfermedades de almacenamiento lisosómico hereditarias debidas a un acúmulo de gangliósidos (un tipo de esfingolípidos), sobre todo en las neuronas. La causa es la disfunción de alguno de los enzimas lisosómicos de la ruta de degradación de los gangliósidos.
Existen varias formas de gangliosidosis.
- Gangliosidosis GM1. Existe un acúmulo de gangliósidoGM1 por déficit de ß-galactosidasa.[1] una enfermedad denominada gangliosidosis generalizada o pseudogargolismo que consiste en:

1. Trastornos neurológicos.
2. Los niños no llegan al año de vida.
3. Visceromegalia.
4. Dolicomegalocefalia.
5. Macroglosia.
6. Retraso mental.
7. Sordera.
8. Enanismo.
9. Hepatomegalia.
10. Deformidades óseas.
11. Abdomen prominente.
12. Fascies característica.

- Gangliosidosis GM2. La  forma más común es el acúmulo de gangliósidoGM2 por déficit de hexosaminidasa-A; provoca la enfermedad de Tay-Sachs que afecta a las neuronas; el GM2 se acumula en ellas de forma precoz y severa produciendo trastornos neurológios. Cuando también se ve afectada la hexosaminidasa-B se acumula globósido, produciéndose una gangliosiosis GM2 generalizada o enfermedad de Sandhoff.[2]